# Circocylliba
Circocylliba (лат.) — род уроподовых клещей надсемейства Uropodoidea из отряда Mesostigmata, единственный в составе семейства Circocyllibidae. Около 10 видов, большинство связаны с муравьями.

## Описание
Мелкие клещи, длина тела от 350 до 1400 мкм (около 1 мм). Ноги 6-члениковые (первая пара) или 7-члениковые (II—IV пары ног; не включая претарзус). Хелицеры трёхчлениковые. Мирмекофильные виды обнаружены на кочевых муравьях. Вид Circocylliba dulcius найден на Eciton dulcius; C. esenbecki на Nomamyrmex esenbecki; C. ecitonis на E. hamatum, E. burchelli, E. rapax и E. mexicanum; C. equadoriensis на E. burchelli; C. weberi на E. hamatum; C. minuta Elzinga & Rettenmeyer, 1974 на Labidus.
Circocylliba имеют округлую форму тела и выпуклый твёрдый дорзальный щит (отчего внешне сходны с микроскопическими божьими коровками). Тазики первой пары ног (Coxae I) расширенные, сближены и почти прикрывают основание вентрального щитка тритостернума. Гнатосома развита и размещена в специальной полости камеростоме.

## Классификация
Около 10 видов. Выделяют в семейство Circocyllibamidae Sellnick, 1926.
- Circocylliba brachychaeta Elzinga & Rettenmeyer, 1974 — Бразилия
- Circocylliba camerata Sellnick, 1924 — Бразилия
- Circocylliba crinita Elzinga & Rettenmeyer, 1974 — Панама
- Circocylliba dulcius Elzinga, 1994 — Эквадор
- Circocylliba esenbecki Elzinga, 1994 — Коста-Рика
- Circocylliba ecitonis Elzinga & Rettenmeyer, 1974 — Неотропика
- Circocylliba equadoriensis Elzinga & Rettenmeyer, 1974 — Бразилия, Эквадор
- Circocylliba minuta Elzinga & Rettenmeyer, 1974 — Эквадор
- Circocylliba oligochaeta Elzinga & Rettenmeyer, 1974 — Мексика, Коста-Рика, Панама
- Circocylliba weberi Elzinga & Rettenmeyer, 1974 — Гайана, Эквадор
- другие виды